# マーカス・マギー
マーカス・マギー（Marcus McGhee、1990年5月7日 - ）は、アメリカ合衆国の男性総合格闘家。ミシガン州デトロイト出身。MMAラボ所属。UFC世界バンタム級ランキング13位。

## 来歴
ミシガン州デトロイトで生まれ、後にアリゾナ州フェニックスに移住した。2012年から総合格闘技のジムに通い始め、2020年にプロ総合格闘技デビュー。

### UFC
2023年4月29日、大会3日前のオファーを受けUFCに初参戦。UFC on ESPN: Song vs. Simónでジャーニー・ニューソンと対戦し、リアネイキドチョークで2R一本勝ち。パフォーマンス・オブ・ザ・ナイトを受賞した。
2023年11月4日、UFC on ESPN: Luque vs. dos AnjosでJP・ベイズと対戦し、右ストレートで1RKO勝ち。2試合連続のパフォーマンス・オブ・ザ・ナイトを受賞した。
2024年1月13日、UFC Fight Night: Ankalaev vs. Walker 2でガストン・ボラニョスと対戦し、右スピニングバックキックで2RTKO勝ち。3試合連続のパフォーマンス・オブ・ザ・ナイトを受賞した。
2024年11月16日、UFC 309でバンタム級ランキング13位のジョナサン・マルチネスと対戦し、3-0の判定勝ち。

## 人物・エピソード
- 既婚者であり、2人の娘がいる[5]。

## 戦績
| 総合格闘技 戦績 | 総合格闘技 戦績 | 総合格闘技 戦績 | 総合格闘技 戦績 | 総合格闘技 戦績 | 総合格闘技 戦績 | 総合格闘技 戦績 |
| --------------- | --------------- | --------------- | --------------- | --------------- | --------------- | --------------- |
| 12 試合         | (T)KO           | 一本            | 判定            | その他          | 引き分け        | 無効試合        |
| 10 勝           | 8               | 1               | 1               | 0               | 0               | 0               |
| 2 敗            | 0               | 1               | 1               | 0               | 0               | 0               |

| 勝敗 | 対戦相手                           | 試合結果                                | 大会名                                   | 開催年月日     |
| ×    | ピョートル・ヤン                   | 5分3R終了 判定0-3                       | UFC on ABC 9: Whittaker vs. de Ridder    | 2025年7月26日  |
| ○    | ジョナサン・マルチネス             | 5分3R終了 判定3-0                       | UFC 309: Jones vs. Miocic                | 2024年11月16日 |
| ○    | ガストン・ボラニョス               | 3R 3:29 TKO（右スピニングバックキック） | UFC Fight Night: Ankalaev vs. Walker 2   | 2024年1月13日  |
| ○    | JP・ベイズ                         | 1R 2:19 KO（右ストレート）              | UFC on ESPN 51: Luque vs. dos Anjos      | 2023年8月12日  |
| ○    | ジャーニー・ニューソン             | 2R 2:03 リアネイキドチョーク            | UFC on ESPN 45: Song vs. Simón           | 2023年7月9日   |
| ○    | ルシアノ・ラモス                   | 3R 1:39 TKO（左右フック）               | LFA 149: Bunes vs. Horiuchi              | 2023年1月6日   |
| ○    | アブラム・セラーズ                 | 3R 0:24 TKO（パンチ連打）               | Cowboys vs. Cajuns 3                     | 2022年11月10日 |
| ×    | ハファエル・ド・ナシメント         | 1R 3:12 リアネイキドチョーク            | LFA 149: Leyva vs. Reis                  | 2022年7月8日   |
| ○    | ロドニー・モンダラ                 | 1R 0:58 KO（パンチ連打）                | RUF 47: Road to One Finals               | 2022年5月14日  |
| ○    | ハファエル・モンティーニ・デ・リマ | 2R 1:57 KO（パンチ連打）                | RUF MMA 42: Road to One: Summer Showdown | 2021年7月31日  |
| ○    | リカルド・メイネス                 | 2R 3:51 TKO（パンチ連打）               | RUF MMA 40: Ft Road to ONE               | 2021年4月25日  |
| ○    | ニック・アルワグ                   | 1R 1:13 KO（パンチ）                    | RUF MMA 38: Valentine's Day Massacre     | 2020年2月15日  |

## 表彰
- UFC パフォーマンス・オブ・ザ・ナイト（3回）